# Elecciones parlamentarias de Estonia de 2023
Las elecciones parlamentarias se llevaron a cabo en Estonia el 5 de marzo de 2023 para elegir a los 101 miembros del Riigikogu.
El Partido del Centro dirigido por Jüri Ratas formó un gobierno después de las elecciones parlamentarias de 2019, con Ratas como primer ministro. Su gobierno fue derrocado en enero de 2021 luego de una investigación por corrupción; Kaja Kallas del Partido Reformista formó posteriormente un gobierno de coalición con el Partido del Centro, aunque cayó en junio de 2022. Luego, Kallas formó un gobierno con Isamaa y el Partido Socialdemócrata y permaneció en el cargo de primer ministro. En enero de 2023, el Comité Electoral Nacional anunció que se habían registrado 9 partidos políticos y 10 candidatos individuales para participar en las elecciones parlamentarias de 2023.
Durante el período de la campaña, los temas discutidos más extensamente fueron la defensa y la seguridad nacional, debido a la invasión rusa de Ucrania en 2022, y la economía. Las personas de los partidos políticos contendientes también participaron en debates organizados en enero y febrero de 2023. La votación en embajadas extranjeras tuvo lugar del 18 al 23 de febrero, mientras que los votantes tuvieron la opción de votar durante el período preelectoral del 27 de febrero al 4 de marzo.

## Antecedentes

### Elecciones legislativas 2019

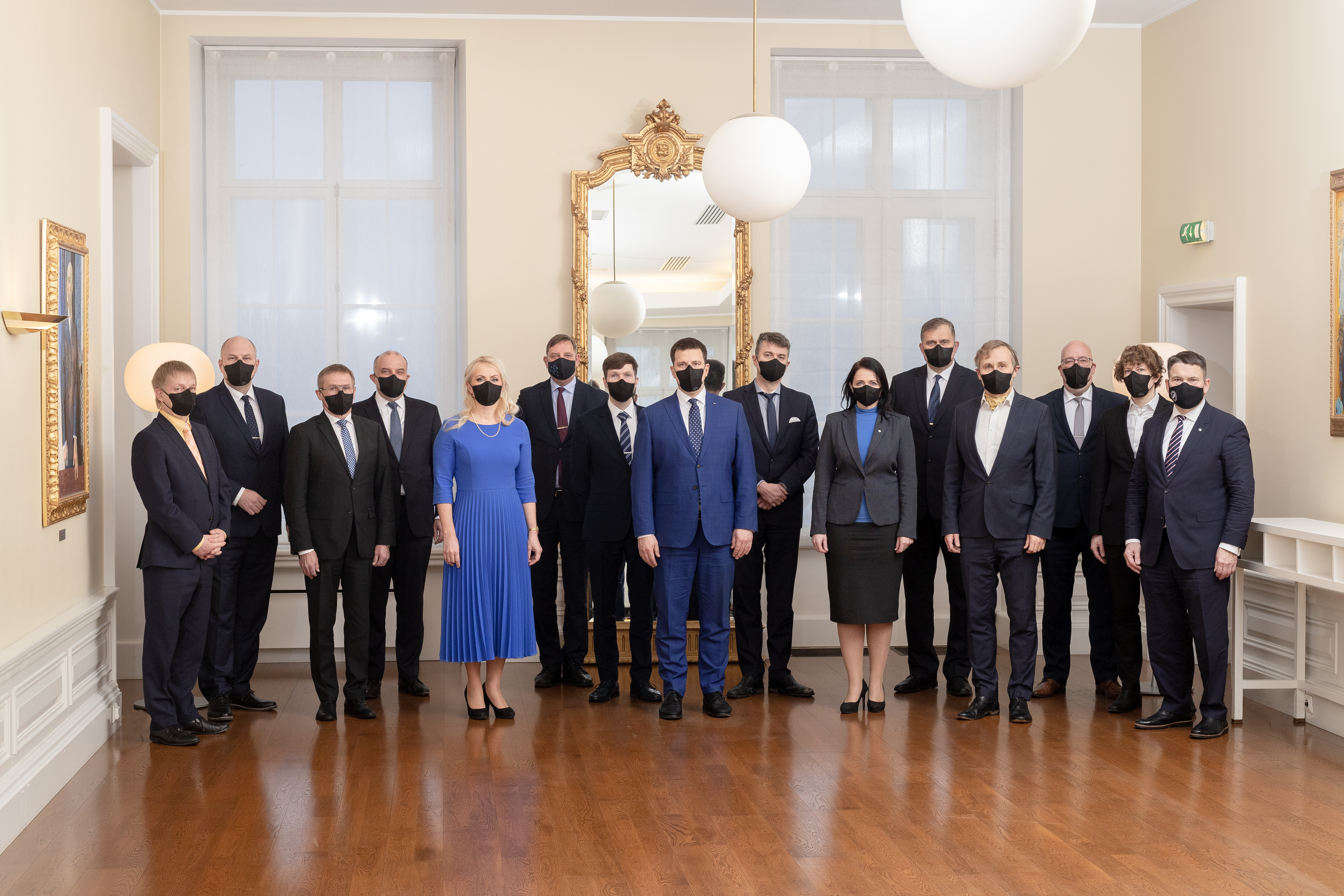
Segundo gobierno de Jüri Ratas.

Las elecciones legislativas de 2019 supusieron la pérdida de la mayoría absoluta que ostentaba el Gobierno del primer ministro saliente, Jüri Ratas. El Partido del Centro (K) que dirige, así como sus socios de coalición, Patria (ISAMMA) y el Partido Socialdemócrata (SDE) sufrieron un revés a favor del Partido Reformista (RE) — que quedó en primer lugar — y especialmente el Partido Popular Consevador (EKRE), que ascendió al tercer lugar.
La presidenta Kersti Kaljulaid encarga a la líder del Partido Reformista, Kaja Kallas, que dirija las negociaciones para la formación de un gobierno de coalición. Los esfuerzos de este último se reparten a lo largo de un mes y medio y, sin embargo, fracasan. Un primer intento se topó con las conflictivas relaciones entre socialdemócratas e Isaama, mientras que un intento de acercamiento con el Partido del Centro acabó con el rechazo, reaccionando este último muy negativamente a las condiciones anunciadas por RE. Un intento final de Kaja Kallas de aliarse con Isamaa y el SDE se encontró con la hostilidad causada por sus declaraciones anteriores, que fueron muy críticas con ambas partes tras el fracaso de su primer intento. El 15 de abril, el Riigikogu avaló el fracaso de este intento al rechazar a Kaja Kallas por 51 votos en contra y 45 a favor.
Animado por la incapacidad de la oposición para unirse, Jüri Ratas consiguió a principios de abril formar un segundo gobierno en el que el Partido Popular Consevador (EKRE) ocupó el lugar del Partido Socialdemócrata (SDE), relegado a la oposición. La inversión del EKRE, que de repente acepta la propuesta de Ratas a pesar de su anterior antagonismo, le merece en particular muchas críticas dentro del partido. Kersti Kaljulaid encarga el 16 de abril de 2019 al primer ministro saliente, Jüri Ratas, para formar un nuevo gobierno. Al día siguiente, el Parlamento aprobó el proyecto de coalición entre los tres partidos (K, Isamaa, EKRE) por 55 votos contra 44. La toma de posesión del gobierno Ratas II tuvo lugar el 29 de abril. El Centro tuvo 5 ministros incluido el Primer Ministro, ERKE igual quedó con 5 ministerios y Isamma igual con 5 ministros.

### Cambios posteriores

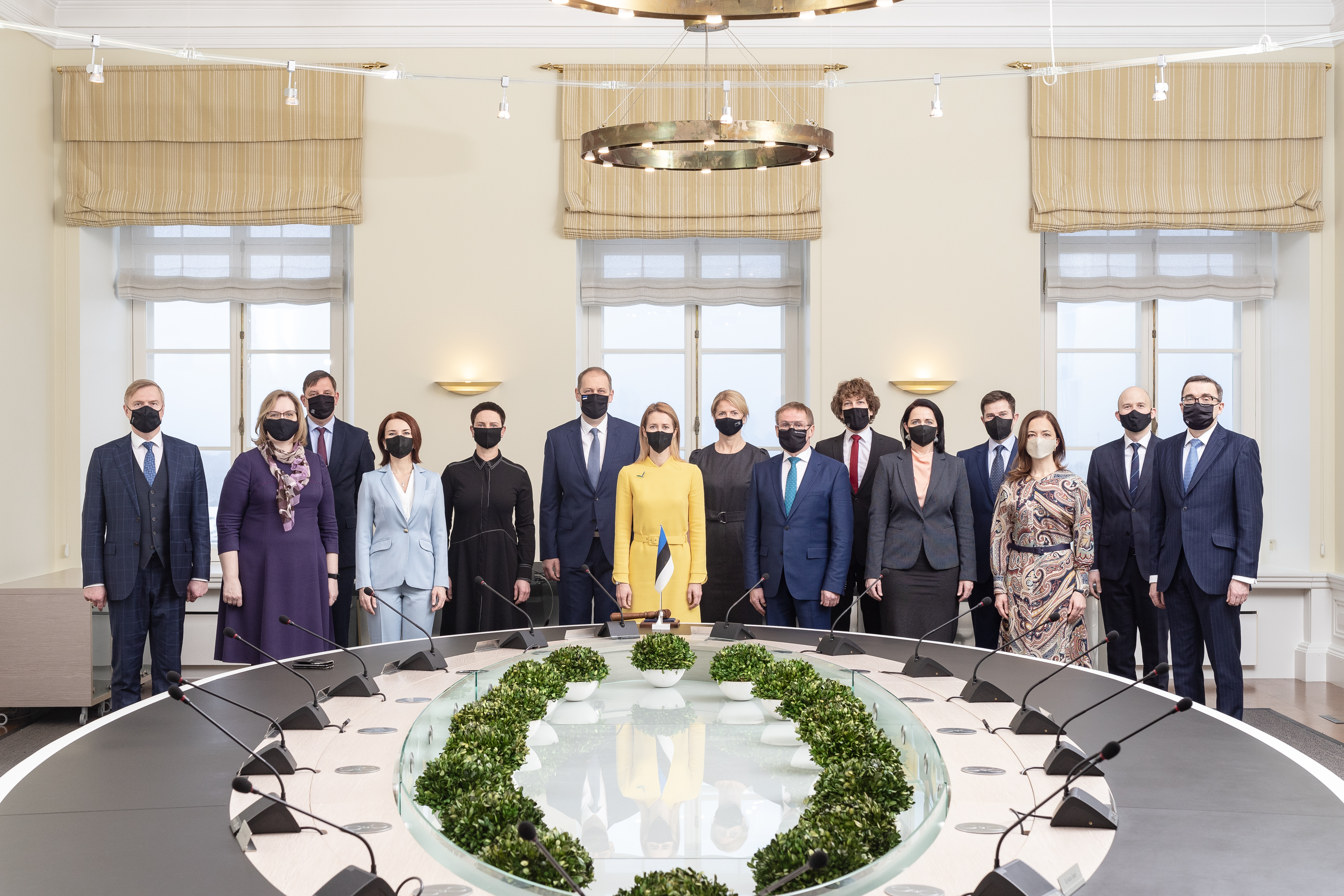
Primer Gobierno de Kaja Kallas. Formado por el Partido Reformista y el Partido del Centro

El gobierno de Ratas II cae en enero de 2021 tras la apertura de una investigación por corrupción contra cinco miembros de alto rango del Partido del Centro (K), incluido su secretario general Mihhail Korb. A estos últimos se les acusa de haber solicitado el apoyo económico del empresario Hillar Teder por valor de un millón de euros a cambio de un apoyo al proyecto inmobiliario de 39 millones de euros de su fondo de inversión, Porto Franco, en el casco antiguo de la capital, Tallin. En respuesta, Jüri Ratas presentó su renuncia el 12 de enero de 2021, allanando el camino para la apertura el día 14 de nuevas negociaciones lideradas por Kaja Kallas con miras a formar gobierno. Esto une al Partido del Centro (K) y el Partido Reformista (RE), Jüri Ratas cede el puesto de Primer Ministro a Kaja Kallas tras un acuerdo concluido el 25 de enero. El nuevo gobierno recibe el voto de confianza del parlamento el mismo día por 70 votos a favor, el mayor número de votos a favor desde el gobierno de Mart Siimann en 1997, mientras que Kaja Kallas se convierte en la primera mujer en ocupar un cargo como jefe del gobierno estonio.
Sin embargo, la nueva coalición colapsó un año después, tras la votación del Partido del Centro (K) con la oposición en contra de un proyecto de ley relacionado con la educación. Esta ruptura se produce entonces en el contexto de la Invasión de Ucrania por parte de Rusia a principios de 2022, evento que según el Primer Ministro «nos abre los ojos a la importancia de un entendimiento común por las partes de la amenaza a Estonia como país vecino de Rusia». Este contexto geopolítico pesa mucho sobre el Partido del Centro (K), que ha estado cerca de la minoría de habla rusa durante varias décadas, lo que generó fricciones que finalmente conducen a la caída del gobierno. En respuesta al voto del partido de centro, Kaja Kallas el 3 de junio de 2022 pide al presidente Alar Karis -que sucederá a Kersti Kaljulaid en 2021- que releve a todos los ministros que han venido de sus funciones, luego abre negociaciones con Isamaa y el SDE Estos conducen a la celebración de un acuerdo el 15 de julio siguiente, ya la votación ese mismo día de confianza en el Gobierno de Kaja Kallas II por 52 votos a favor y 26 en contra.

## Sistema electoral
El Riigikogu está compuesto por 101 escaños ocupados durante cuatro años por votación proporcional plurinominal con listas abiertas y voto preferencial. De este total, 75 escaños se asignan en 12 circunscripciones de 5 escaños según su población, y los 26 escaños restantes, «compensación» se distribuyen a nivel nacional según el método d'Hondt a todos los partidos que hayan superado el umbral electoral de 5% de votos, con el fin de acercar los resultados en términos de escaños lo más posible a los del voto de la población.
El derecho al voto se obtiene a los 18 años. Los electores tienen la posibilidad de emitir un voto preferente por uno de los candidatos de la lista por la que votan, con el fin de ascender su lugar en la lista. Si un candidato obtiene así más votos preferenciales que la cantidad del cociente simple en su circunscripción, es declarado electo incluso si la lista por la que es candidato no supera el umbral nacional de 5%.
En la década de 2000, Estonia hizo un cambio a totalmente digital haciendo posible la mayoría de los procedimientos administrativos en Internet. En 2007, se convirtió así en el primer país en permitir el voto en línea, lo que vino acompañado de la posibilidad del voto anticipado. De los 966 129 votantes registrados en las listas electorales en 2023, más de 376 000 votaron durante el período dedicado del 27 de febrero al 4 de marzo, es decir, más de 40% de participación incluso antes de la votación presencial, que se abre el 5 de marzo de 9 a 20 horas. Los votantes que votaron temprano siempre pueden cambiar de opinión votando cara a cara, que luego reemplaza su voto anterior.

Mapa de los distritos electorales de Estonia.

### Escaños por distrito electoral
| Distrito electoral | Distrito electoral                                          | Asientos |
| ------------------ | ----------------------------------------------------------- | -------- |
| 1                  | Distritos de Haabersti, Põhja-Tallinn y Kristiine en Tallin | 10       |
| 2                  | Distritos de Kesklinn, Lasnamäe y Pirita en Tallin          | 13       |
| 3                  | Distritos de Mustamäe y Nõmme en Tallin                     | 8        |
| 4                  | Condados de Harju (excepto Tallin) y Rapla                  | 15       |
| 5                  | Condados de Hiiu, Lääne y Saare                             | 6        |
| 6                  | Condado de Lääne-Viru                                       | 5        |
| 7                  | Condado de Ida-Viru                                         | 7        |
| 8                  | Condados de Järva y Viljandi                                | 7        |
| 9                  | Condados de Jõgeva y Tartu (excepto Tartu)                  | 7        |
| 10                 | Ciudad de Tartu                                             | 8        |
| 11                 | Condados de Võru, Valga y Põlva                             | 8        |
| 12                 | Condado de Pärnu                                            | 7        |

## Partidos participantes
El Comité Electoral Nacional de Estonia anunció que nueve partidos políticos y diez candidatos individuales se registraron para participar en las elecciones parlamentarias de 2023. Sus números de registro y orden se determinaron por sorteo.
|           | Partido | Partido                     | Ideología                      | Posición Política         | Líder               | Candidatos | Resultados de 2019 | Resultados de 2019 |
| Votos (%) | Partido | Partido                     | Ideología                      | Posición Política         | Líder               | Candidatos | Escaños            |                    |
| --------- | ------- | --------------------------- | ------------------------------ | ------------------------- | ------------------- | ---------- | ------------------ | ------------------ |
| 1         |         | La Derecha                  | Conservadurismo fiscal         | Centroderecha             | Lavly Perling       | 125        | No existió         | No existió         |
| 2         |         | Verdes Estonios             | Política verde                 | Centroizquierda           | Johanna Maria Tõugu | 58         | 1,8%               | 0/101              |
| 3         |         | Patria                      | Nacional Conservadurismo       | Centroderecha a Derecha   | Helir-Valdor Seeder | 125        | 11,4%              | 12/101             |
| 4         |         | Partido Socialdemócrata     | Socialdemocracia               | Centroizquierda           | Lauri Läänemets     | 125        | 9,8%               | 10/101             |
| 5         |         | Partido Popular Conservador | Populismo de derecha           | Derecha a Extrema derecha | Martin Helme        | 125        | 17,8%              | 19/101             |
| 6         |         | Estonia 200                 | Liberalismo                    | Centro                    | Lauri Hussar        | 125        | 4,4%               | 0/101              |
| 7         |         | Partido Reformista          | Liberalismo clásico            | Centroderecha             | Kaja Kallas         | 125        | 28,9%              | 34/101             |
| 8         |         | Partido del Centro          | Populismo                      | Centroizquierda           | Jüri Ratas          | 125        | 23,1%              | 26/101             |
| 9         |         | Izquierda Unida Estonia     | Política de las minorías rusas | Izquierda                 | Igor Rosenfeld      | 25         | 0,1%               | 0/101              |
| —         |         | Candidatos independientes   | —                              | —                         | —                   | 10         | 0,3%               | 0/101              |

## Campaña

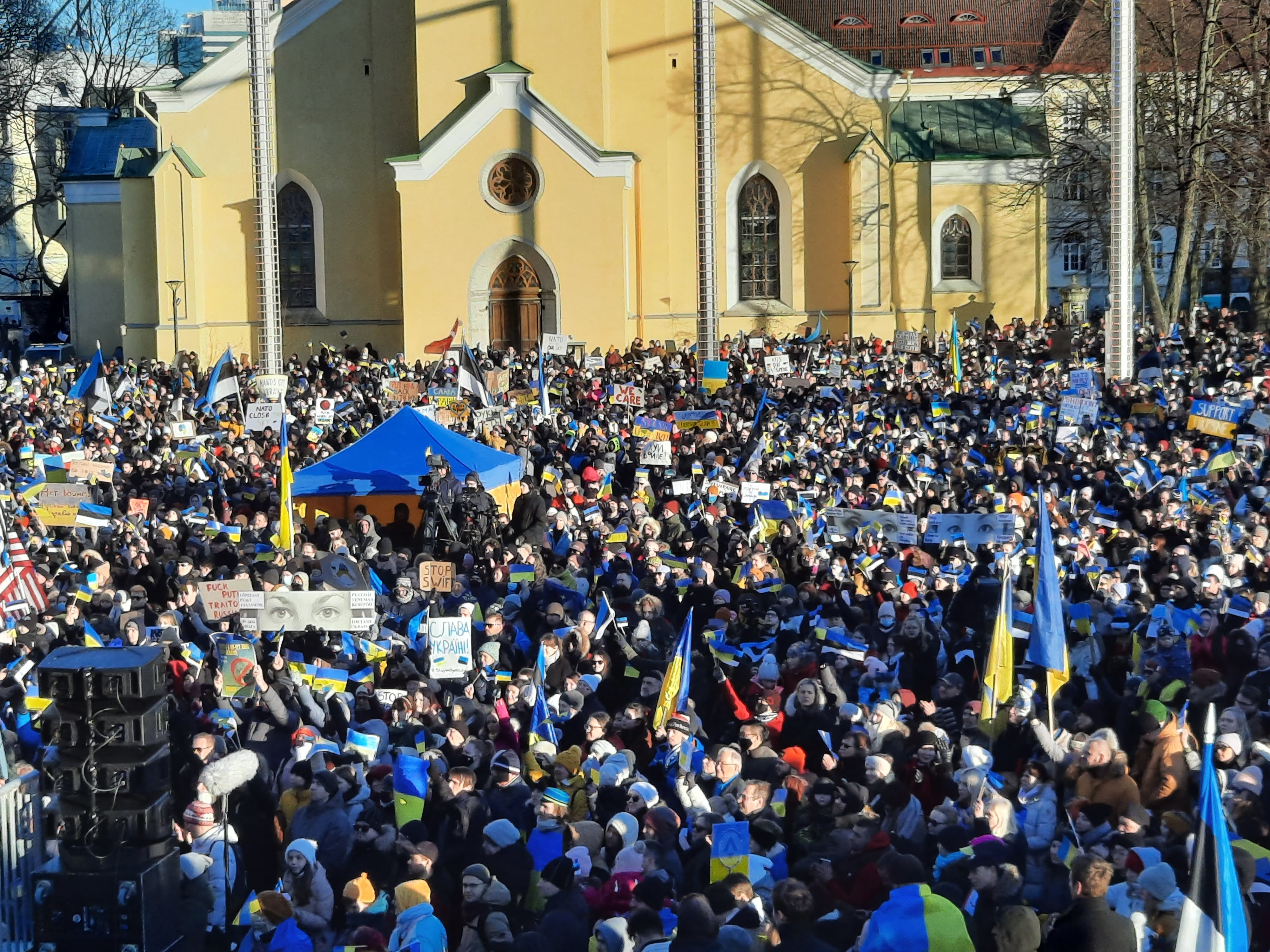
Manifestación en apoyo de Ucrania en la Plaza de la Libertad de Tallin el 26 de febrero de 2022.

La campaña electoral está dominada en gran medida por cuestiones militares, culturales y económicas relacionadas con la invasión de Ucrania por parte del vecino ruso. La clase política estonia reacciona fuertemente sobre este tema, estando la historia reciente del país aún marcada por la invasión y la ocupación del país por parte de la URSS hasta 1991. Esta ocupación condujo notablemente a la presencia de una importante minoría de origen ruso, todavía en gran parte de habla rusa, que representa alrededor de una quinta parte de la población del país, principalmente en el condado de Ida-Viru. La invasión provoca que la Unión Europea y Estados Unidos reaccionen imponiendo fuertes sanciones a Rusia, cuyo impacto repercute en la economía mundial en un contexto de alta inflación. La invasión de Ucrania pone así en primer plano preocupaciones relacionadas con la defensa nacional en el marco de la OTAN, el aumento del coste de la vida y la gestión de la lengua rusa en el sistema educativo.
En una buena posición en las encuestas, el Partido Reformista (ERE) de la primera ministra Kaja Kallas se enfrenta sin embargo a la probable pérdida de su mayoría debido al declive de sus socios de coalición, Isamaa y el Partido Socialdemócrata (SDE).
En materia de política exterior, los principales partidos en la carrera acuerdan el apoyo a Ucrania y la OTAN liderada por el gobierno saliente así como el aumento del presupuesto de defensa a 3% del PIB. El ministro de Asuntos Exteriores, Urmas Reinsalu, de Isamaa, reitera así a dos días de las elecciones el deseo de Estonia de permitir que Ucrania se incorpore finalmente a la OTAN. Al igual que la vecina Letonia, el país va tan lejos como para expulsar a su embajador ruso en enero de 2023. El Partido de la Izquierda Unida de Estonia (EÜVP), por otro lado, recibió el apoyo del movimiento putinista Ensemble que, al no haberse registrado a tiempo como partido político por falta de miembros suficientes, vio a sus líderes presentarse en la lista del EÜVP.
En el ámbito educativo, RE apoya la implantación de cursos de defensa nacional en la escuela para desarrollar el sentimiento de pertenencia nacional. Su compañero de coalición, Isamaa, promete apoyar el idioma estonio, especialmente en las universidades, posición a la que se suma el Partido Popular Conservador (EKRE). Otro aliado del ERE, el SDE presenta junto conEstonia 200 (E200) un sistema escolar unificado que impone una mezcla entre estudiantes estonios y de habla rusa. Tras no haber cruzado por poco el umbral electoral en 2019, el mismísimo atlantista E200 se beneficia esta vez de una clara subida en las encuestas que le permite aspirar a entrar por primera vez en el Riigikogu.

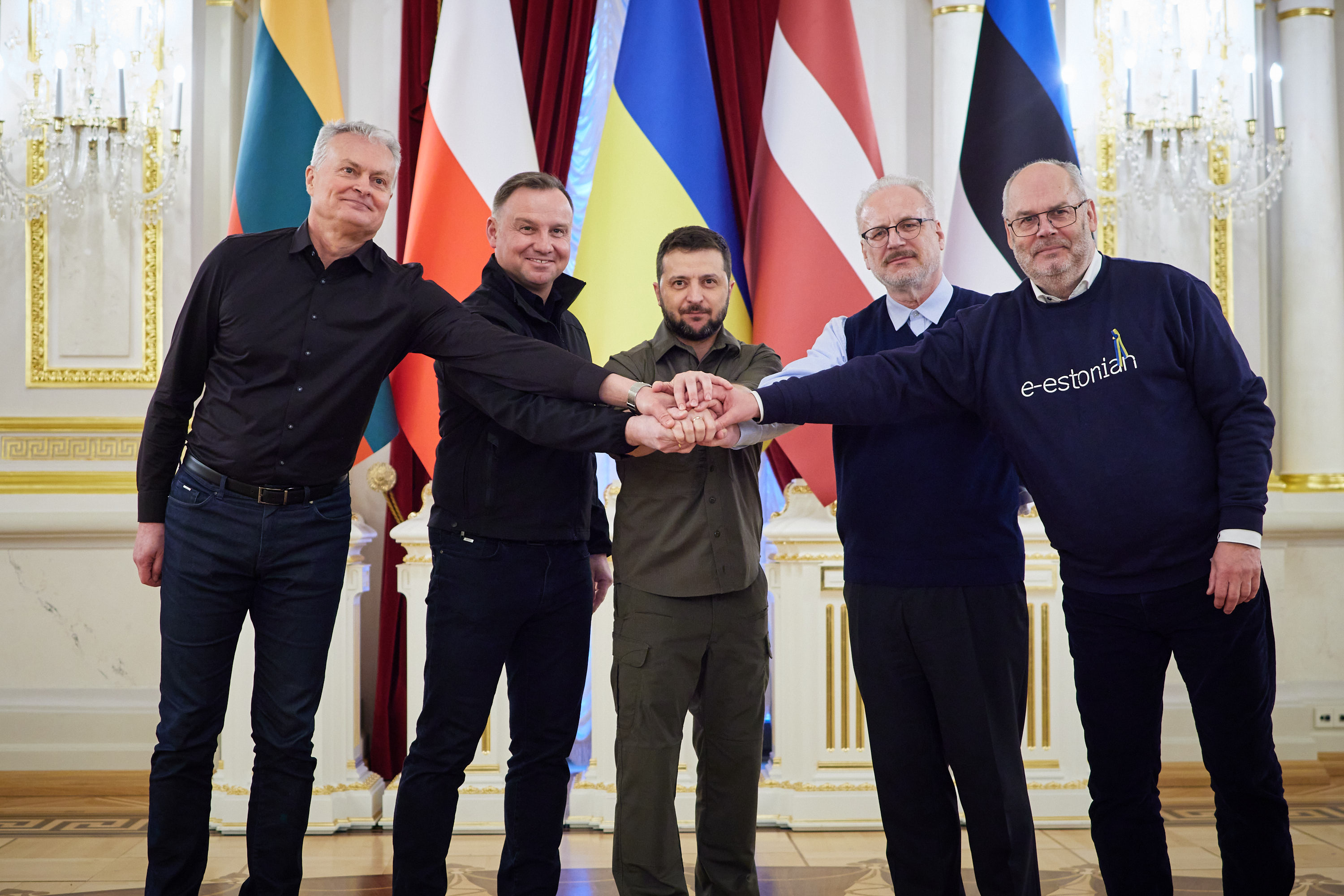
Los presidentes lituano (Gitanas Nausėda), polaco (Andrzej Duda), ucraniano (Volodímir Zelensky), letón (Egils Levits) y estonio (Alar Karis) se reúnen en Kiev el 13 de abril de 2022.

Defensor de la minoría rusófona, de la que obtuvo la mayoría de los votos, el Partido del Centro (KESK) sufrió la peor parte de las tensiones vinculadas a la guerra y sufrió una fuerte caída en las encuestas, que hizo que el partido consiguiera su peor resultado en las encuestas desde 1995. El partido está luchando en particular para tomar una posición clara sobre el tema de la educación, al tiempo que pide un aumento de los salarios en el sector de la defensa.
La unidad de las partes sobre el aumento del presupuesto del ejército no impide ciertas divergencias en cuanto a los medios a implementar. SDE promete así la introducción de un nuevo impuesto para apoyar un aumento del presupuesto dedicado a la defensa a 3,5% del PIB manteniendo el presupuesto de política social. El EKRE llega incluso a apoyar la remilitarización de la frontera reintroduciendo la presencia de guardias armados. Su línea nacionalista, marcada por un fuerte euroescepticismo, sufre sin embargo el endurecimiento de la opinión pública detrás de la Unión Europea y la OTAN. Si bien afirman apoyar a este último ya Ucrania, sus líderes demuestran ser ambivalentes sobre las entregas de armas que se le hacen, argumentando en contra de más envíos para no dañar aún más las relaciones con Moscú. Aunque arriba en comparación con 2019, el EKRE cayó en las encuestas en los meses previos a las elecciones. El Partido Verde (EER) se destaca por su parte al prometer un aumento en el número de buques de la Armada Nacional y la extensión del servicio militar obligatorio a las mujeres.
Los temas económicos se centran en gestionar la inflación al alza, que se sitúa en 18,6% en enero de 2023, habiendo interrumpido notablemente el país sus importaciones de gas ruso a partir de abril de 2022, lo que provocó una fuerte subida de los precios de la energía. La oposición acusa al gobierno de hablar sólo de temas de defensa para no tener que tocar el tema de su historial económico. No obstante, todas las partes acuerdan un aumento de las pensiones de jubilación para llevarlas al menos a 1 000 euros. K, SDE y EER se pronuncian a favor de la introducción de un impuesto progresivo, mientras que el ERE hace campaña con la promesa de mantener el equilibrio presupuestario. Por otro lado, EKRE, E200 y La Droite (P) prometen impuestos y contribuciones patronales más bajos.
La cuestión de introducir una forma de democracia directa para hacer que la democracia estonia sea más representativa también es objeto de consenso en los programas de los principales partidos.

### Debates
| Fecha  | Organizadores     | P Presente N No Invitado | P Presente N No Invitado | P Presente N No Invitado | P Presente N No Invitado | P Presente N No Invitado | P Presente N No Invitado | P Presente N No Invitado | P Presente N No Invitado | P Presente N No Invitado |   |                 |        |
| Fecha  | Organizadores     | R                        | EKRE                     | Centre                   | E200                     | SDE                      | Isamaa                   | EER                      | P                        | Ref                      |   |                 |        |
| ------ | ----------------- | ------------------------ | ------------------------ | ------------------------ | ------------------------ | ------------------------ | ------------------------ | ------------------------ | ------------------------ | ------------------------ | - | --------------- | ------ |
| Fecha  | Organizadores     | 1 Mar                    | Eesti Televisioon        | P Kaja Kallas            | P Martin Helme           | P Jüri Ratas             | P Lauri Hussar           | P Lauri Läänemets        | P Helir-Valdor Seeder    | Ref                      | N | P Lavly Perling | [ 61 ] |
| 27 Feb | Postimees         | P Urmas Klaas            | P Jaak Valge             | P Jaan Toots             | P Kristina Kallas        | P Krista Aru             | P Tõnis Lukas            | P Johanna Maria Tõugu    | P Elmo Somelar           | [ 62 ]                   |   |                 |        |
| 23 Feb | Postimees         | P Jürgen Ligi            | P Jaak Madison           | P Jaak Aab               | P Ando Kiviberg          | P Lauri Läänemets        | P Helir-Valdor Seeder    | N                        | P Priit Põllumäe         | [ 63 ]                   |   |                 |        |
| 23 Feb | Lääne Elu         | P Kalle Laanet           | P Helle-Moonika Helme    | P Janek Mäggi            | P Kalev Stoicescu        | P Madis Kallas           | P Mikk Lõhmus            | P Marko Kaasik           | P Kristjan Vanaselja     | [ 64 ]                   |   |                 |        |
| 22 Feb | Vikerraadio       | N                        | N                        | P Jüri Ratas             | P Lauri Hussar           | N                        | N                        | N                        | N                        | [ 65 ]                   |   |                 |        |
| 22 Feb | Eesti Televisioon | P Kristen Michal         | P Rain Epler             | P Taavi Aas              | P Marek Reinaas          | P Riina Sikkut           | P Priit Sibul            | N                        | P Siim Kiisler           | [ 66 ]                   |   |                 |        |
| 21 Feb | Vikerraadio       | N                        | N                        | N                        | N                        | P Lauri Läänemets        | P Helir-Valdor Seeder    | N                        | P Lavly Perling          | [ 67 ]                   |   |                 |        |
| 20 Feb | Postimees         | P Yoko Alender           | P Rain Epler             | P Ismail Mirzojev        | P Gea Kangilaski         | P Lemmit Kaplinski       | P Priit Humal            | P Kaia Solnik            | P Indrek Adler           | [ 68 ]                   |   |                 |        |
| 16 Feb | Postimees         | P Jürgen Ligi            | P Kalle Grünthal         | P Kersti Sarapuu         | P Kaspar Taimsoo         | P Eimar Veldre           | P Ründo Mülts            | P Oliver Rohesalu        | P Priit Põllumäe         | [ 69 ]                   |   |                 |        |
| 16 Feb | Vikerraadio       | P Signe Riisalo          | P Kert Kingo             | P Tanel Kiik             | P Irja Lutsar            | P Helmen Kütt            | P Lea Danilson-Järg      | N                        | P Marelle Erlenheim      | [ 70 ]                   |   |                 |        |
| 16 Feb | Eesti Televisioon | N                        | N                        | N                        | N                        | N                        | N                        | P Marko Kaasik           | P Kristjan Vanaselja     | [ 71 ]                   |   |                 |        |
| 15 Feb | Postimees         | P Signe Riisalo          | P Kert Kingo             | P Monika Haukanõmm       | P Diana Ingerainen       | P Heljo Pikhof           | P Merike Värik           | P Susanna Saar           | P Toomas Kasemaa         | [ 72 ]                   |   |                 |        |
| 13 Feb | Postimees         | P Andres Sutt            | P Raul Siem              | P Andrei Korobeinik      | P Kristina Kallas        | P Riina Sikkut           | P Kristjan Järvan        | P Marti Soosaar          | P Lavly Perling          | [ 73 ]                   |   |                 |        |
| 9 Feb  | Vikerraadio       | P Liina Kersna           | P Jaak Valge             | P Jaak Aab               | P Kristina Kallas        | P Piret Hartman          | N                        | N                        | P Tauno Õunapuu          | [ 74 ]                   |   |                 |        |
| 7 Feb  | Vikerraadio       | P Annely Akkermann       | P Siim Pohlak            | P Lauri Laats            | P Joakim Helenius        | P Lauri Paeveer          | P Aivar Kokk             | N                        | P Alar Voitka            | [ 75 ]                   |   |                 |        |
| 2 Feb  | Vikerraadio       | P Liina Kersna           | P Loone Ots              | P Tõnis Mölder           | P Kristina Kallas        | P Jevgeni Ossinovski     | P Tõnis Lukas            | N                        | P Andres Kaarmann        | [ 76 ]                   |   |                 |        |
| 2 Feb  | AmCham FICE       | P Andres Sutt            | P Martin Helme           | P Tanel Kiik             | P Joakim Helenius        | P Riina Sikkut           | P Urmas Reinsalu         | N                        | N                        | [ 77 ]                   |   |                 |        |
| 1 Feb  | Vikerraadio       | P Hanno Pevkur           | P Jaak Madison           | P Neeme Väli             | P Margus Tsahkna         | P Raimond Kaljulaid      | P Urmas Reinsalu         | N                        | P Ilmar Raag             | [ 78 ]                   |   |                 |        |
| 31 Ene | Vikerraadio       | P Meelis Kiili           | P Jaak Valge             | P Mihhail Kõlvart        | P Aleksei Jašin          | P Piret Hartman          | P Hendrik Agur           | N                        | P Ivo Loide              | [ 79 ]                   |   |                 |        |

## Resultados

### Nacional

Resultado de las elecciones de 2023 por municipalidades.

|                                    |                                                 |         |        |         |       |
| Partido                            | Partido                                         | Votos   | %      | Escaños | ±     |
|                                    | Partido Reformista (RE)                         | 190 659 | 31,24  | 37      | +3    |
|                                    | Partido Popular Conservador (ERKE)              | 97 959  | 16,05  | 17      | −2    |
|                                    | Partido del Centro (K)                          | 93 243  | 15,28  | 16      | −10   |
|                                    | Estonia 200 (E200)                              | 81 347  | 13,33  | 14      | +14   |
|                                    | Partido Socialdemócrata (SDE)                   | 56 578  | 9,27   | 9       | −1    |
|                                    | Patria (Isamma)                                 | 50 114  | 8,21   | 8       | −4    |
|                                    | Partido de la Izquierda Unida de Estonia (EÜVP) | 14 607  | 2,39   | 0       | 0     |
|                                    | Partido de la Derecha (P)                       | 14 035  | 2,30   | 0       | Nuevo |
|                                    | Partido Verdes Estonios (EER)                   | 5889    | 0,96   | 0       | 0     |
|                                    | Independientes                                  | 5887    | 0,96   | 0       | 0     |
|                                    |                                                 |         |        |         |       |
| Votos válidos                      | Votos válidos                                   | 610 299 | 99,43  | –       | –     |
| Votos nulos/en blanco              | Votos nulos/en blanco                           | 3502    | 0,57   | –       | –     |
| Total                              | Total                                           | 613 812 | 100,00 | 101     | 0     |
| Votantes registrados/Participación | Votantes registrados/Participación              | 966 129 | 63,53  | -0,14   | -0,14 |
| Fuente: Comité Nacional Electoral  |                                                 |         |        |         |       |

### Resultados por distrito electoral
| Distrito Electoral | R     | R    | K     | K    | ERKE  | ERKE | Isamaa | Isamaa | SDE  | SDE  | E200  | E200 | EER  | EER | P    | P   | EÜVP | EÜVP | Independientes | Independientes |   |
| Distrito Electoral | %     | E    | %     | E    | %     | E    | %      | E      | %    | E    | %     | E    | %    | E   | %    | E   | %    | E    | %              | E              |   |
| ------------------ | ----- | ---- | ----- | ---- | ----- | ---- | ------ | ------ | ---- | ---- | ----- | ---- | ---- | --- | ---- | --- | ---- | ---- | -------------- | -------------- | - |
| Distrito Electoral | No. 1 | 31,4 | 4     | 20,9 | 4     | 9,7  | 1      | 5,6    | 1    | 10,0 | 1     | 15,7 | 2    | 1,1 | 0    | 2,3 | 0    | 3,3  | 0              | 0,1            | 0 |
| No. 2              | 29,4  | 4    | 29,0  | 5    | 9,1   | 1    | 5,4    | 1      | 8,6  | 1    | 10,9  | 2    | 1,0  | 0   | 1,6  | 0   | 4,9  | 0    | 0,1            | 0              |   |
| No. 3              | 34,7  | 3    | 18,9  | 1    | 11,7  | 1    | 6,5    | 0      | 8,9  | 1    | 14,2  | 1    | 1,1  | 0   | 2,1  | 0   | 1,9  | 0    | 0,0            | 0              |   |
| No. 4              | 40,0  | 7    | 10,2  | 1    | 14,6  | 3    | 8,3    | 1      | 7,1  | 1    | 13,7  | 2    | 0,7  | 0   | 3,4  | 0   | 1,3  | 0    | 0,8            | 0              |   |
| No. 5              | 27,6  | 1    | 11,2  | 1    | 19,4  | 1    | 7,8    | 0      | 13,9 | 1    | 17,1  | 1    | 0,9  | 0   | 2,1  | 0   | 0,0  | 0    | 0,0            | 0              |   |
| No. 6              | 31,1  | 1    | 13,4  | 0    | 20,5  | 2    | 13,7   | 0      | 7,5  | 0    | 8,7   | 1    | 0,5  | 0   | 3,0  | 0   | 1,5  | 0    | 0,2            | 0              |   |
| No. 7              | 14,1  | 1    | 25,8  | 1    | 8,4   | 1    | 4,0    | 0      | 7,6  | 0    | 8,3   | 0    | 0,5  | 0   | 1,0  | 0   | 14,9 | 0    | 15,5           | 0              |   |
| No. 8              | 27,8  | 2    | 10,2  | 1    | 23,3  | 1    | 11,9   | 1      | 12,9 | 2    | 10,7  | 0    | 0,8  | 0   | 2,1  | 0   | 0,0  | 0    | 0,3            | 0              |   |
| No. 9              | 30,4  | 3    | 9,2   | 0    | 19,7  | 1    | 12,0   | 1      | 9,0  | 0    | 14,6  | 1    | 1,0  | 0   | 2,6  | 0   | 1,5  | 0    | 0,0            | 0              |   |
| No. 10             | 35,9  | 4    | 7,3   | 0    | 14,5  | 1    | 8,6    | 1      | 9,9  | 1    | 18,4  | 1    | 1,7  | 0   | 2,0  | 0   | 1,6  | 0    | 0,0            | 0              |   |
| No. 11             | 24,0  | 5    | 13,4  | 1    | 26,5  | 2    | 8,5    | 1      | 12,3 | 1    | 11,5  | 1    | 1,3  | 0   | 2,3  | 0   | 0,0  | 0    | 0,2            | 0              |   |
| No. 12             | 29,5  | 2    | 11,4  | 1    | 26,0  | 2    | 10,0   | 1      | 6,7  | 0    | 12,8  | 2    | 0,8  | 0   | 2,2  | 0   | 0,7  | 0    | 0,0            | 0              |   |
|                    |       |      |       |      |       |      |        |        |      |      |       |      |      |     |      |     |      |      |                |                |   |
| Total              | 31,24 | 37   | 15,28 | 16   | 16,05 | 17   | 9,27   | 9      | 8,21 | 8    | 13,33 | 14   | 0,96 | 0   | 2,30 | 0   | 2,39 | 0    | 0,96           | 0              |   |

## Formación de gobierno
El partido Reformista alcanzó un acuerdo de formación de gobierno con los liberales de Estonia 200 y con los Socialdemócratas que tendrá 60 de los 101 del Parlamento, siendo aprobado por mismo el 12 de abril y juramentada el 17 de abril.